# Курянчик
Курянчик — річка в Україні, у Погребищенському районі Вінницької області. Права притока Оріховатки (басейн Дніпра).

## Опис
Довжина річки 6 км., площа басейну - 19,4 км².

## Розташування
Бере початок у с. Кур'янцях. Тече переважно на південний схід і між селами Скибинці та Борщагівка впадає у річку Оріховатку, ліву притоку Росі за 4 км. від гирла.